# ازدواج همجنس در کامپچه
ازدواج همجنس در ایالت کامپچه مکزیک از ۲۰ مه ۲۰۱۶ قانونی شد. در آوریل ۲۰۱۶، فرماندار الخاندرو مورنو کاردناس لایحه ازدواج همجنس را به کنگره ارائه کرد که در تاریخ ۱۰ ماه مه تصویب شد.
در سال ۲۰۱۳، کامپچه اتحادیه‌های مدنی را که به زوجین چندین حق و مزایای ازدواج را اعطا می‌کند، قانونی کرد.

## اتحاد مدنی
در ۱۱ آوریل ۲۰۱۳، حزب انقلاب دموکراتیک (PRD) لایحه‌ای را برای قانونی کردن اتحادیه‌های مدنی (به اسپانیایی: sociedad civil de convivencia‎) در این ایالت به کنگره ارسال کرد. این لایحه به اتفاق آرا توسط کنگره کامپچه در ۲۰ دسامبر ۲۰۱۳ به تصویب رسید و در حالی که این قانون شامل زوج‌های همجنس و جنس مخالف است، اما به‌طور خاص پیش‌بینی می‌کند که «این مشارکت مدنی بین افرادی که در زندگی زناشویی و زندگی مشترک زندگی می‌کنند، نخواهد بود.» این تمایز اضافی به این دلیل بود که اتحادهای مدنی در ثبت احوال ثبت (مانند ازدواج‌ها) ثبت نشوند. بلکه در اداره ثبت احوال املاک و تجارت (Registro Público de la Propiedad y de Comercio) ثبت شوند.

## احکام قضایی و چالش‌های دادگاه
در ۳۱ مارس ۲۰۱۴، یک زوج لزبین، ماریا خوزه استرادا موونز و فریده زولئما کابرا کان، درخواست مجوز ازدواج در سانفرانسیسکو دو کامپچه کردند، اما براساس این تصمیم که زوج‌های همجنس فقط می‌توانند وارد اتحاد مدنی شوند، اجازه ازدواج قانونی به آن ها داده نشد. در ژوئیه ۲۰۱۴، دادگاه عالی مکزیک اعلام کرد که قوانین ازدواج در این ایالت خلاف قانون اساسی است و به کنگره دستور داد قانون مدنی را اصلاح کند تا ازدواج‌های همجنس مجاز باشد. بعداً اعلام شد که این زوج می‌توانند پس از صدور قرار آمپارو توسط یک قاضی منطقه، ازدواج کنند، اما باز هم باید قانون اصلاح شود. حزب اقدام ملی محافظه کار (PAN) اظهار داشت که این حکم را رعایت می‌کند. این زوج در تاریخ ۳۰ اوت ۲۰۱۴ ازدواج کردند. در سپتامبر ۲۰۱۴، حزب انقلاب دموکراتیک اعلام کرد که ۸ زوج، ۵ نفر از سانفرانسیسکو دو کامپچه و ۳ نفر از سیوداد دل کارمن، درخواست حکم کرده‌اند و آنالیز تغییر اساسنامه ازدواج در حال انجام است.
در ۱۱ اوت ۲۰۱۵، دادگاه عالی در تصمیمی ۹ به ۱ حکم غیرقانونی بودن ممنوعیت فرزندخواندگی زوج‌های همجنس در ایالت کامپچه را صادر کرد. دادگاه ماده ۱۹ قانون اتحاد مدنی را که فرزندخواندگی توسط زوج‌های در اتحاد مدنی را غیرقانونی اعلام کرده بود، را لغو کرد. حقوق کودکان به عنوان دلیل اصلی تصمیم دادگاه ذکر شد. این حکم یک قانون اساسی را ایجاد کرد، به این معنی که تمام ممنوعیت‌های «ممنوعیت فرزندخواندگی توسط زوج‌های همجنس» در مکزیک خلاف قانون اساسی و تبعیض آمیز است.
رئیس دیوان عالی کشور، لوئیس ماریا آگیلار مورالس، با اکثریت آرا رأی داد و موارد زیر را در این حکم نوشت:
من ایرادی نمی‌بینم که کودکی در جامعه همزیستی که دقیقاً این هدف را دارد، به فرزندی پذیرفته شود. آیا ما ترجیح می‌دهیم بچه‌ها را در خیابان‌ها، که طبق آمار از ۱۰۰۰۰۰ نفر عبور می‌کنند، داشته باشیم؟ ما البته و شاید با همان شدت یا بیشتر در جهت منافع کودک حرکت می‌کنیم.
در ۲۳ سپتامبر ۲۰۱۶، دیوان عالی کشور حکم پرونده فرزندخواندگی را نهایی کرد و یک حکم قضایی در سراسر کشور صادر کرد که همه قضات دادگاه بدوی را ملزم می‌کند به نفع زوج‌های همجنس خواهان فرزندخواندگی و حقوق والدین تصمیم بگیرند. ممنوعیت فرزندخواندگی زوج‌های همجنس در ایالت کامپچه در ۲۶ سپتامبر برداشته شد.

## ازدواج
در ۴ آوریل ۲۰۱۶، فرماندار الخاندرو مورنو کاردناس لایحه ازدواج همجنس را به کنگره ارائه کرد. اندکی بعد، دو حزب بزرگ ایالت، حزب انقلابی نهادی (PRI) و حزب اقدام ملی (PAN)، حمایت خود را از این لایحه اعلام کردند. در تاریخ ۴ مه، رئیس کنگره اعلام کرد که این لایحه در ماه مه ۲۰۱۶ به رای گذاشته خواهد شد. در ۱۰ ماه مه، کنگره با رای ۳۴ به ۱ به تصویب لایحه ازدواج همجنس پرداخت. این قانون در روزنامه رسمی دولت در ۱۶ مه منتشر شد و از ۲۰ مه به اجرا درآمد.
ماده ۱۵۷ قانون مدنی ایالت کامپچه اکنون به شرح زیر است:
- به اسپانیایی: Establece que el matrimonio es la unión de dos personas para llevar una vida en común, en donde ambas se deben procurar respeto, igualdad y ayuda mutua. Debe celebcente ante las autoridades del Registro Civil tal y como lo establece este Código y con las formalidades que éste exige.
- (ثابت شده‌است که ازدواج اتحاد دو فرد برای ساختن یک زندگی مشترک است، که در آن هر دو شریک باید احترام، برابری و کمک متقابل را بخواهند. عقد ازدواج توسط مقامات ثبت احوال به شرح مندرج در این قانون و با تشریفات لازم صورت می‌گیرد.)

| حزب سیاسی            | اعضا | بله | خیر | پرهیز کنید | غایب |
| -------------------- | ---- | --- | --- | ---------- | ---- |
| حزب انقلابی نهادی    | ۱۵   | ۱۵  |     |            |      |
| حزب اقدام ملی        | ۱۱   | ۱۱  |     |            |      |
| حزب سبز اکولوژیست    | ۳    | ۳   |     |            |      |
| جنبش ملی احیا        | ۳    | ۲   | ۱   |            |      |
| حزب اتحاد جدید       | ۲    | ۲   |     |            |      |
| حزب انقلاب دموکراتیک | ۱    | ۱   |     |            |      |
| جمع                  | ۳۵   | ۳۴  | ۱   |            |      |

در ژوئن ۲۰۱۶، آدریانا دژسوس آویلیز آویلز به دلیل تصمیم خود در مخالفت با رأی دادن به این قانون، از حزب خود، جنبش بازآفرینی ملی (MORENA) اخراج شد.
در ۱۴ ژوئن ۲۰۱۶، مخالفان ازدواج همجنس با استدلال این که «این قانون به طور ناعادلانه ای به کامپچانوس تحمیل شده‌است» با صدور حکمی، ادعای همجنس‌گراهراسی را رد کردند. در ۷ ژوئیه ۲۰۱۶، یک قاضی فدرال رأی موافق به تعلیق این قانون داد. کنگره اعلام کرد که دستور قاضی فقط از ازدواج شاکیان با یک شریک همجنس جلوگیری می‌کند. طبق گفته رئیس کنگره، رامون مندز لانز، زوج‌های همجنس می‌توانند به به ازدواج در این ایالت ادامه دهند.

### آمار
جدول زیر تعداد ازدواج‌های همجنس را که از زمان قانونی شدن در سال ۲۰۱۶ در کامپچه انجام شده‌است، را همان‌طور که توسط مؤسسه ملی آمار و جغرافیا گزارش شده‌است را نشان می‌دهد.
| سال  | همجنس | همجنس | همجنس | جنس مخالف | جمع   | درصد ازدواج همجنس |
| سال  | زن    | مرد   | جمع   | جنس مخالف | جمع   | درصد ازدواج همجنس |
| ---- | ----- | ----- | ----- | --------- | ----- | ----------------- |
| ۲۰۱۶ | ۱۰    | ۶     | ۱۶    | ۴٬۵۰۵     | ۴۵۲۱  | ۰٫۳۵٪             |
| ۲۰۱۷ | ۱۵    | ۱۰    | ۲۵    | ۴۳۱۰      | ۴۳۳۵  | ۰٫۵۸٪             |
| ۲۰۱۸ | ۱۹    | ۱۳    | ۳۲    | ۴٬۳۶۶     | ۴۳۹۸  | ۰٫۷۳٪             |
| ۲۰۱۹ | ۲۲    | ۱۳    | ۳۵    | ۴۵۷۵      | ۴٬۶۱۰ | ۰٫۷۶٪             |

## افکار عمومی
نظرسنجی سال ۲۰۱۷ که توسط دفتر ارتباطات استراتژیک انجام شد نشان داد که ۴۲٪ از ساکنان کامپچه از ازدواج همجنس حمایت می‌کنند، که یکی از پایین‌ترین آمارها در مکزیک بود. ۵۵٪ هم مخالف بودند.
طبق نظرسنجی سال ۲۰۱۸ مؤسسه ملی آمار و جغرافیا، ۵۶٪ از مردم کامپچه با ازدواج همجنس مخالف بودند. این سومین ایالت در میان ایالت‌های مکزیک پس از چیاپاس (۵۹٪) و تاباسکو (۵۶٫۵٪) با بالاترین سطح مخالفت بود.